# Europäische Rechtsakademie
Die Europäische Rechtsakademie (ERA) ist eine internationale Fortbildungs- und Diskussionsstätte für Juristen. Als öffentliche Stiftung mit Sitz in Trier hat sie die Aufgabe, das Bewusstsein, das Verständnis und die Anwendung des Europarechts zu fördern.

## Tätigkeitsprofil
In Tagungen, Seminaren, Sprachkursen in Rechtsenglisch und mittels E-learning bietet die Akademie Rechtspraktikern die Möglichkeit, Kenntnisse in verschiedenen Bereichen des Europarechts zu erwerben oder zu vertiefen. Die im Tagungszentrum der Akademie in Trier oder in Brüssel und anderen europäischen Städten angebotenen meist mehrsprachigen Veranstaltungen richten sich an Richter, Staatsanwälte, Rechtsanwälte, Notare, Juristen aus Wirtschaft, Verwaltung, Verbänden und Nichtregierungsorganisationen, an Wissenschaftler und andere mit Rechtsthemen befasste Personen. Daneben bietet die Akademie ein Forum zur Diskussion rechtspolitischer Vorschläge und Entwicklungen auf europäischer Ebene und trägt damit zur Schaffung einer gesamteuropäischen Öffentlichkeit bei.

## Geschichte
Die Entstehung der Akademie war eng mit der zunehmenden Geschwindigkeit der europäischen Integration und der Vollendung des Binnenmarkts 1992 verbunden. 1990 empfahl das Europäische Parlament die Einrichtung eines Fortbildungszentrums für Juristen, um die einheitliche Umsetzung des europäischen Rechts zu verbessern. 1991 unterstützte das Parlament den Vorschlag einiger Europaabgeordneter und von Politikern aus Luxemburg und Rheinland-Pfalz, eine Europäische Rechtsakademie in Trier, nahe dem Europäischen Gerichtshof in Luxemburg, zu errichten. 1992 wurde die Akademie als öffentliche Stiftung nach deutschem Recht gegründet. Gründungsstifter waren das Großherzogtum Luxemburg, das Land Rheinland-Pfalz, die Stadt Trier sowie der Verein zur Förderung der Europäischen Rechtsakademie. Kurz darauf kamen die anderen deutschen Länder und die Bundesrepublik Deutschland und ab dem Jahr 2000 weitere Mitgliedsländer der Europäischen Union als Stifter dazu. Mittlerweile sind 25 EU-Staaten Stifter der Akademie geworden.

## Struktur
Für die Konzeption der Fortbildungsveranstaltungen ist ein internationales Team von Juristen verantwortlich, das sich in vier Fachbereiche gliedert: Europäisches Privatrecht, europäisches Wirtschaftsrecht, europäisches öffentliches Recht sowie europäisches Strafrecht. Referenten kommen aus einem europaweiten Netzwerk von Fachleuten aus der Rechtspraxis, der Lehre und der Politik. Neben den Tagungsbeiträgen und dem Stiftungskapital trägt die institutionelle Förderung der Europäischen Union und des Landes Rheinland-Pfalz wesentlich zur Finanzierung der Akademie bei.
Präsident des für die Entscheidung grundsätzlicher Fragen der Geschäftspolitik und die Genehmigung des Haushalts zuständigen Stiftungsrates ist der ehemalige Präsident der Europäischen Kommission Jacques Santer. Vorsitzende des Kuratoriums ist die Präsidentin des finnischen Obersten Gerichtshofs, Pauliine Koskelo. Direktor der Akademie ist seit Januar 2021 Jean-Philippe Rageade.   

## Publikationen
Die ERA ist gemeinsam mit dem Springer-Wissenschaftsverlag Herausgeber der juristischen Vierteljahresschrift ERA Forum, deren Artikel auf einer Auswahl der besten Referentenbeiträge zu ihren Tagungen basieren. Die meisten Artikel werden in Englisch publiziert. Daneben gibt es aber auch deutsche und französische Beiträge mit einer jeweils kurzen Zusammenfassung auf Englisch. Die Zeitschrift richtet sich an alle Rechtspraktiker, die an aktuellen europarechtlichen Themen interessiert sind.